# Burg Grünwald
Die Burg Grünwald liegt in der Gemeinde Grünwald südlich von München oberhalb einer modernen Straßenbrücke, die über die Isar führt. Die spätmittelalterliche Höhenburg über dem Isartal beherbergt ein Zweigmuseum der Archäologischen Staatssammlung. Die Anlage ist unter der Aktennummer D-1-84-122-15 als denkmalgeschütztes Baudenkmal von Grünwald verzeichnet. Ebenso wird sie als Bodendenkmal unter der Aktennummer D-1-7935-0307 im Bayernatlas als „untertägige mittelalterliche und frühneuzeitliche Befunde im Bereich von Burg Grünwald und ihrer Vorgängerbauten“ geführt.

## Geschichte

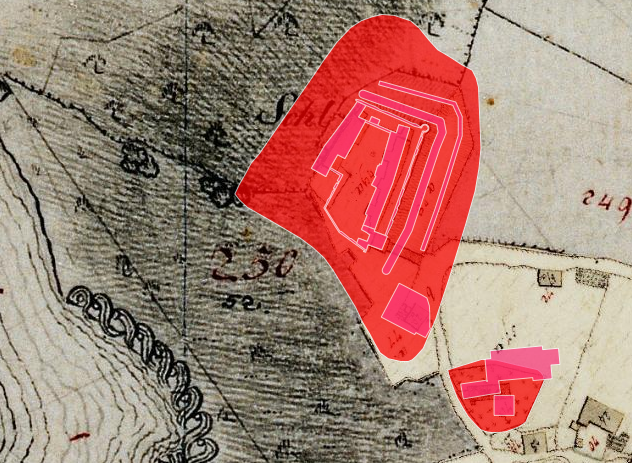
Lageplan von Burg Grünwald auf dem Urkataster von Bayern

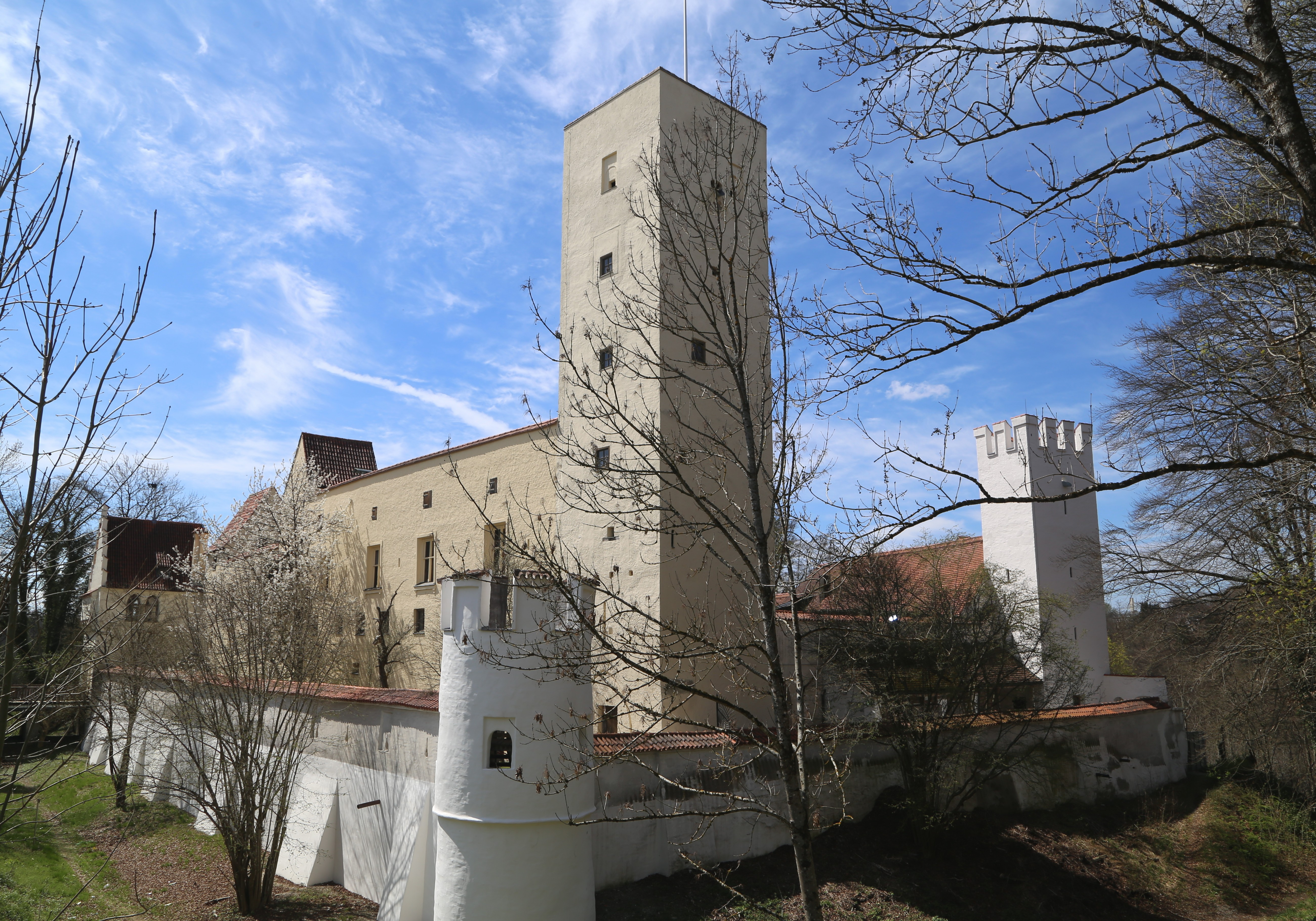
Burg Grünwald

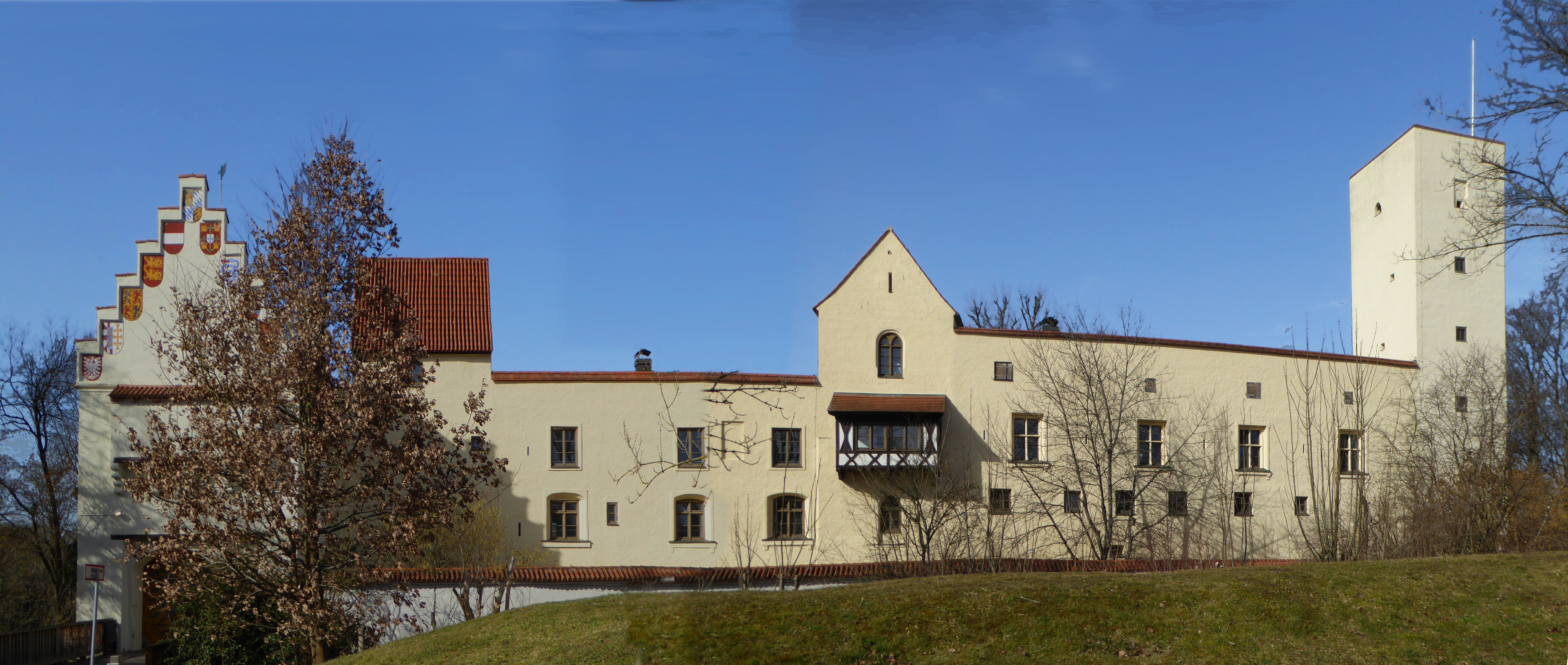
Ostseite

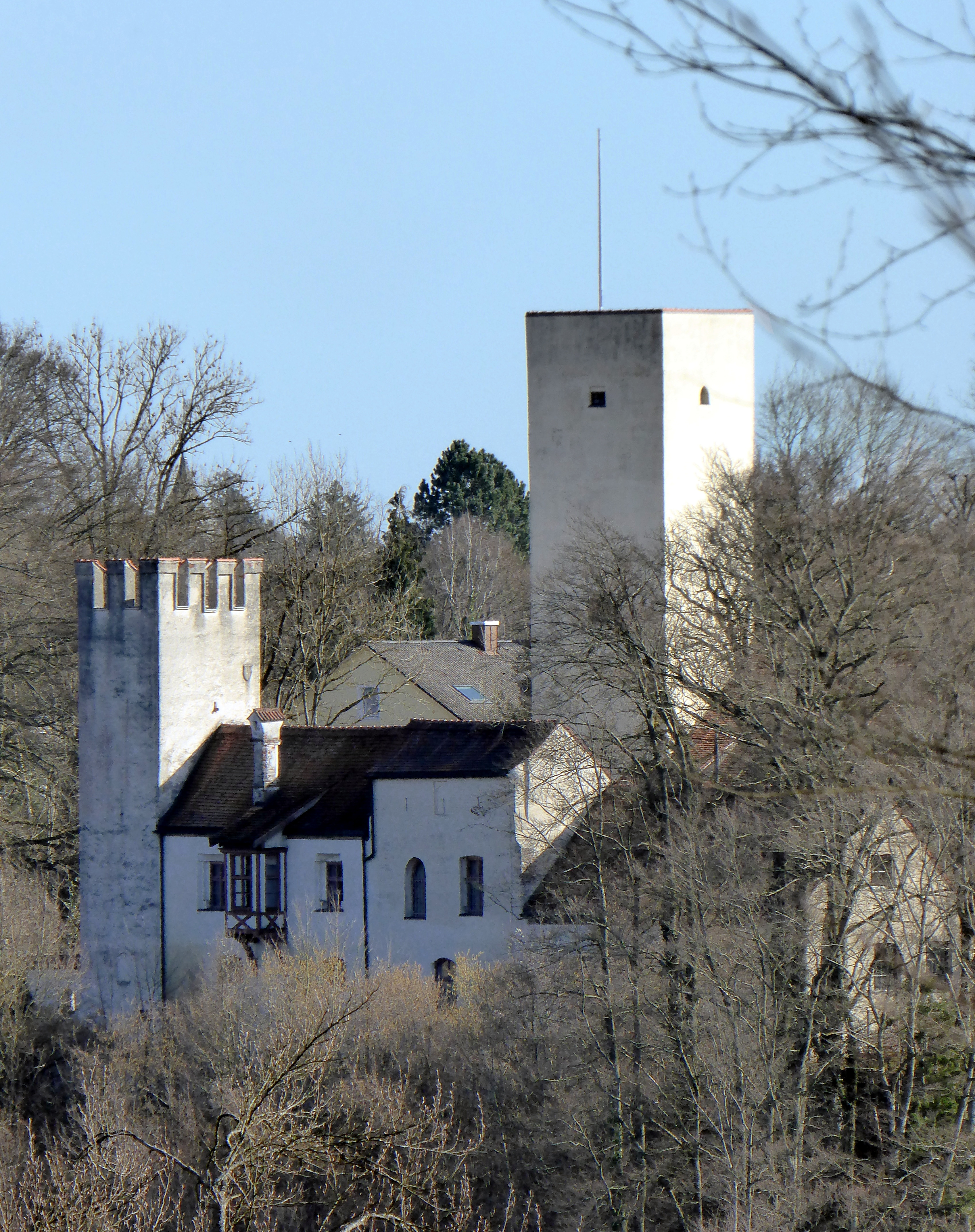
Westseite

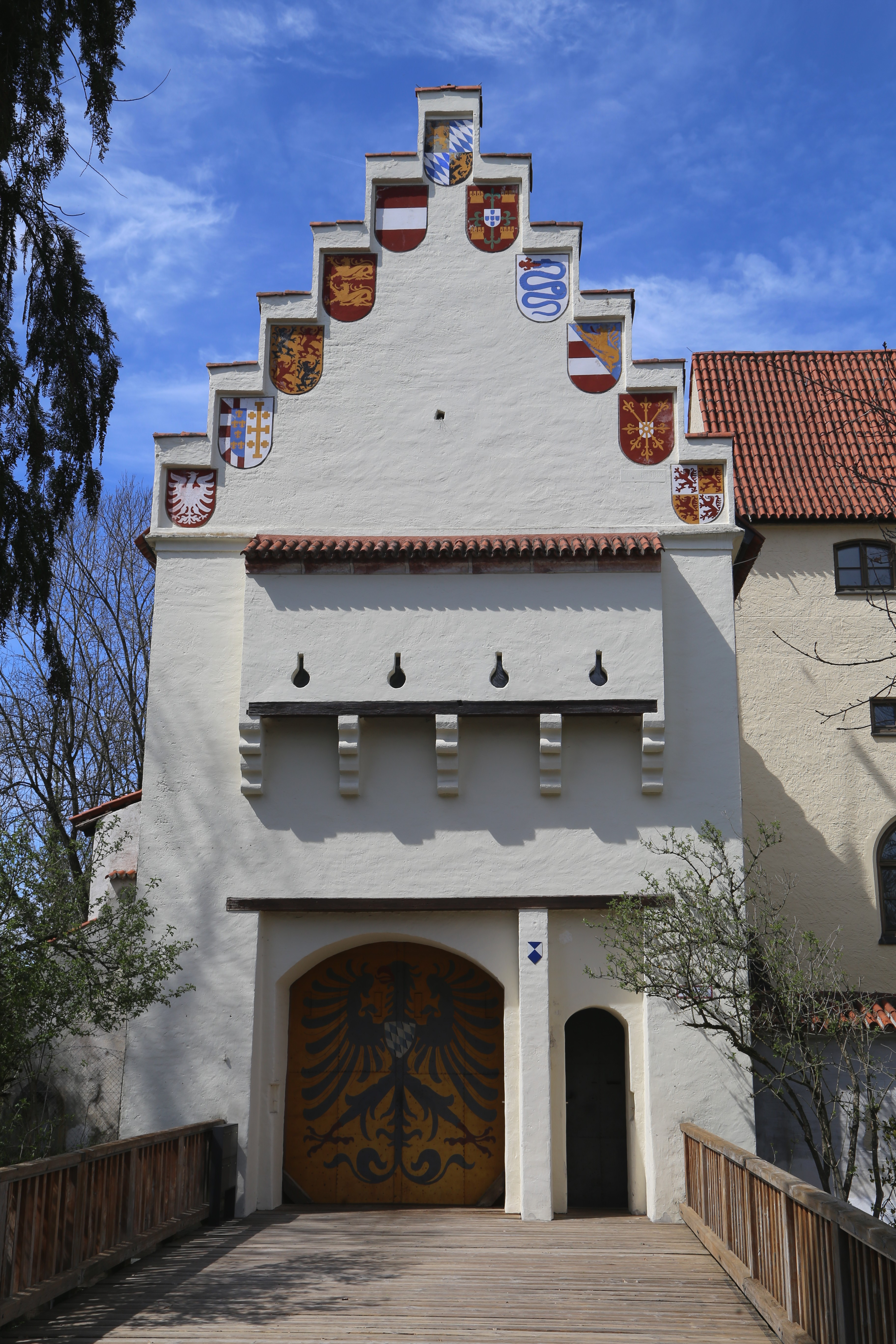
Torhaus - Wappen Herzogs Albrecht IV., Bayern – Pfalz (oberstes Stufenfeld); Wappen seiner Gemahlin Erzherzogin Kunigunde von Österreich; seiner Mutter Anna von Braunschweig-Grubenhagen (abwärts links); seiner Schwiegermutter Eleonore von Portugal; seiner Großmutter Elisabetta Visconti von Mailand; seiner Urgroßmutter Katharina von Görz und Tirol, Gemahlin Herzogs Johann II. (abwärts rechts)

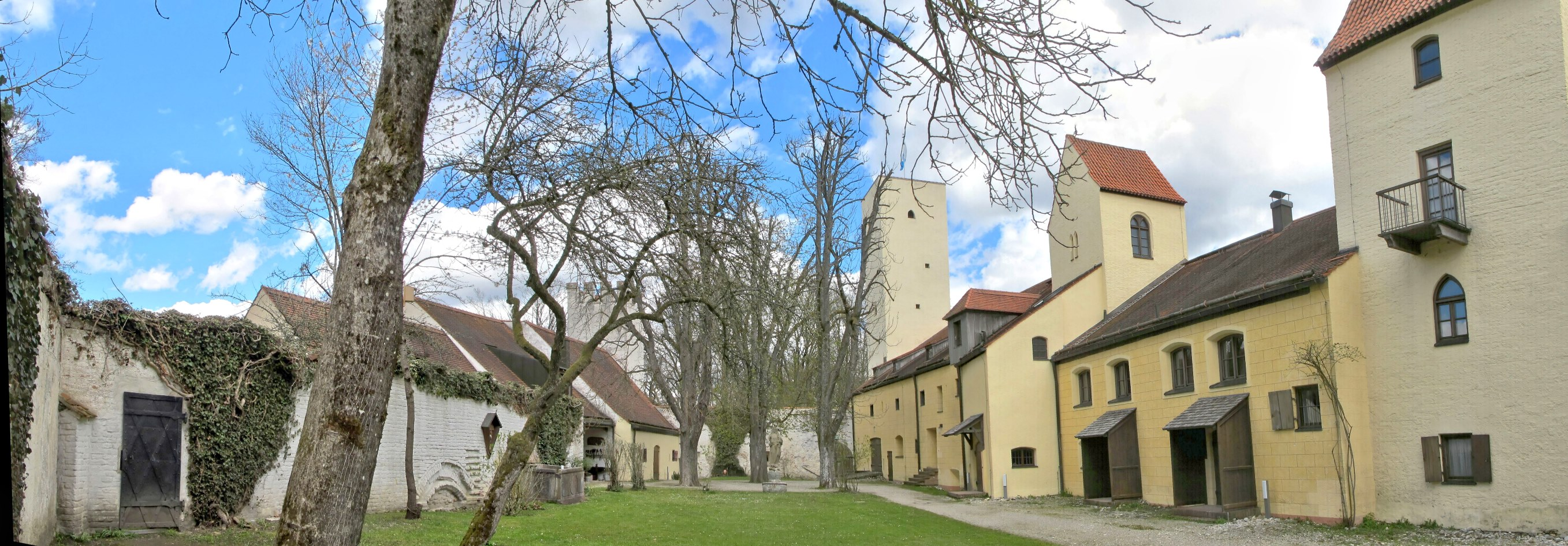
Burghof

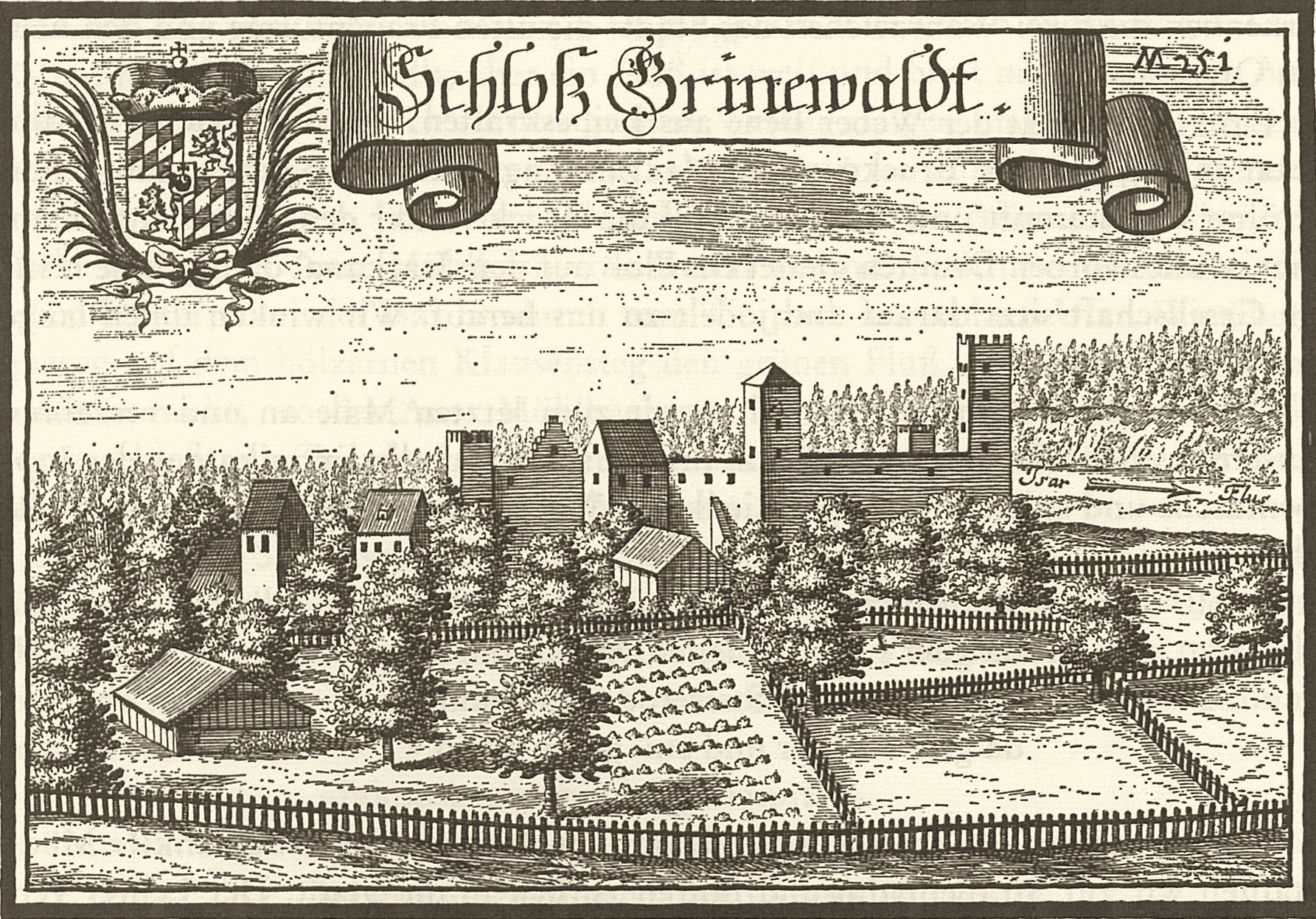
Burg Grünwald (um 1700)

Schon vor 1000 existierte eine umwehrte Anlage mit Wohnturm als Nachfolgeburg der Römerschanze (Grünwald) (einer römischen Straßenstation) etwa 2,5 Kilometer südwestlich des heutigen Standorts. Die hochmittelalterliche Burg ist bereits im 12. Jahrhundert urkundlich als Besitz der Grafen von Andechs belegt. 1272 kam sie in den Besitz der Wittelsbacher. Herzog Ludwig der Strenge erwarb damals die Veste aus dem Besitz des Ulrich von Vellenberg, einem Ministerialen der Andechser Grafen. Anschließend wurde die Burg von dessen dritter Frau Mechtild – einer Tochter Rudolfs von Habsburg – bewohnt. Auch ihr Sohn Ludwig, der spätere Kaiser Ludwig der Bayer, besuchte sie dort öfter. Um 1392 wurde der Herzogsohn Johannes Grünwalder auf der Burg geboren, worauf auch sein Beiname herrührte. Während 1439–1440 in München die Pest grassierte, diente Grünwald mehrfach als Zufluchtsort für Herzog Albrecht III.
Die heutige Bausubstanz stammt hauptsächlich aus dem Ende des 15. Jahrhunderts, als die Burg anlässlich der Hochzeit Albrechts IV. ausgebaut wurde. Die Bauarbeiten wurden 1486/87 unter der Leitung des Werkmeisters Jörg von Weikertshausen ausgeführt; die originale Baurechnung zu allen Umbauarbeiten hat sich erhalten (Bayerisches Hauptstaatsarchiv).
Mit der Grünwalder Konferenz, die im Februar 1522 auf der Burg stattfand, gewann ein Ereignis in der Grünwalder Geschichte europäische Bedeutung. Auf dieser Konferenz vereinbarten die beiden gemeinsam regierenden Herzöge, Wilhelm IV. und sein Bruder Ludwig X, der auch auf der Burg Grünwald geboren worden war, dass Bayern auch künftig dem „alten Glauben“ zugehörig sein solle, die Kirche aber zu reformieren sei. Dieser Beschluss wird heute als Beginn der Gegenreformation im Reich und den habsburgischen Landen verstanden und hatte Auswirkungen, die die Geschichte Europas über die nächsten Jahrhunderte prägen sollten.
Der Niedergang der Burg Grünwald begann, als Ende des siebzehnten Jahrhunderts Kurfürst Max Emanuel die Schlösser Schleißheim, Nymphenburg und Dachau bevorzugte. Burg Grünwald verwahrloste zunehmend und diente noch als Jagdschloss, bald als Gefängnis und Pulvermagazin. Als erster Häftling saß hier ab 1698 ein italienischer Hochstapler ein, der sich „Graf Domenico Manuel Caetano, Conte de Ruggiero“ nannte. Tatsächlich handelte es sich um einen Bauernsohn aus dem Umland Neapels, der als Alchemist durch Europa reiste und seine Dienste an den Fürstenhöfen anbot. Nach mehreren vergeblichen Fluchtversuchen erlangte der angebliche Goldmacher erst 1704 nach der Besetzung Bayerns durch die Österreicher seine Freiheit wieder.
1879 ging die Burg in nichtadeligen Privatbesitz über. Um 1970 erwarb ein Münchner Bauträger die Anlage und plante den weitgehenden Abriss des maroden Baudenkmals. Nur die Türme wären im Original erhalten geblieben, die Burggebäude sollten als Luxuswohnanlage neu erstehen. Das Projekt konnte jedoch durch eine engagierte Bürgerinitiative verhindert werden, die schließlich 1976 den Ankauf der Burg durch den Freistaat Bayern erwirken konnte.
Seit 1979 ist hier das Burgmuseum Grünwald, ein Zweigmuseum der Archäologischen Staatssammlung, untergebracht. Die Burg kann besichtigt werden, der Aufstieg zum Turm bietet eine lohnende Aussicht.
Im Ostflügel befinden sich ein Café, ein Museumsshop und Räumlichkeiten des MPZ (Museumspädagogisches Zentrum München). Ein großer Raum dient für Sonderausstellungen, kann aber auch für Veranstaltungen aller Art gemietet werden. Im Westflügel informiert eine Dauerausstellung über die Geschichte der Burg Grünwald, von ihren frühen Anfängen über die hohe Zeit um 1500 (großes Burgmodell) bis hin zu Ludwig Schwanthaler und Karl Valentin. Ein zweiter Ausstellungsteil widmet sich den „Burgen in Bayern“; anschaulich und kindgerecht werden die Wurzeln des Burgenbaus, verschiedene Funktionen der Burg, der Alltag auf der Burg und der Burgenbau erläutert.
Die Burgen Blutenburg und Grünwald sind die einzigen mittelalterlichen Burganlagen, die sich in der unmittelbaren Umgebung von München erhalten haben.

## Beschreibung
Große Teile der Burg mussten im 17. und 18. Jahrhundert abgebrochen werden, da die Isar den Burgberg unterspült hatte. Damals gingen auch der spätgotische Palas mit seiner reichen Innenausstattung und die Burgkapelle St. Georg verloren. Der frühneuzeitliche Zustand der Burg um 1590 ist u. a. auf einem Fresko im Antiquarium der Münchner Residenz überliefert.
Seit dem Teilabbruch ist die Veste eine unregelmäßige Rechteckanlage, die durch einen Zwinger mit einem Rundturm und einen tiefen, winkelförmigen Halsgraben mit vorgelegtem Erdwall geschützt wird. Man betritt die Burg im Südosten durch einen vorspringenden Torturm, dessen Stufengiebel mit einem Wappenzyklus von 1486/87 (erneuert) geschmückt ist. Das Wappen Bayern – Pfalz des damaligen Burgherrn Albrechts IV. befindet sich im obersten Stufenfeld, die Wappenbilder darunter vertreten die durch Einheirat in das Haus Wittelsbach verwandten Adelshäuser.
Im Nordosteck erhebt sich in der Art eines Bergfriedes ein hoher, quadratischer Turm. Dazwischen liegt der lang gestreckte, dreigeschossige Ostflügel, den zwei ehemalige Wohntürme (einer war ursprünglich der „Glockenturm“) mit unterschiedlich ausgerichteten Satteldächern überragen.
Das Nordwesteck wird vom zinnenbekrönten „Kleinen Turm“ beherrscht. Den anschließenden Westflügel bilden drei unterschiedlich hohe Satteldachbauten. Der tiefe, mit Tuffsteinen ausgemauerte Brunnen im Burghof geht noch auf das späte Mittelalter zurück.
Im ehemaligen Gefängnistrakt wurden 1984 bei Bauarbeiten auf einem Wandstück einige großflächige Zeichnungen aus Ziegelmehl gefunden. Die Bilder zeigen u. a. den niedergestürzten Jesus auf dem Kreuzweg. Die Zeichnungen sind Arbeiten des hier um 1700 inhaftierten italienischen Hochstaplers „Graf Caetano, Conte de Ruggiero“ (erster Häftling), der seine Zellenwände vollständig mit solchen Zeichnungen überzogen hatte.